# Libero Ferrario
Libero Ferrario (Parabiago, 24 giugno 1901 – Parabiago, 14 febbraio 1930) è stato un ciclista su strada italiano.
Fu il primo italiano a vincere il campionato del mondo su strada, titolo che vinse nel 1923.

## Carriera

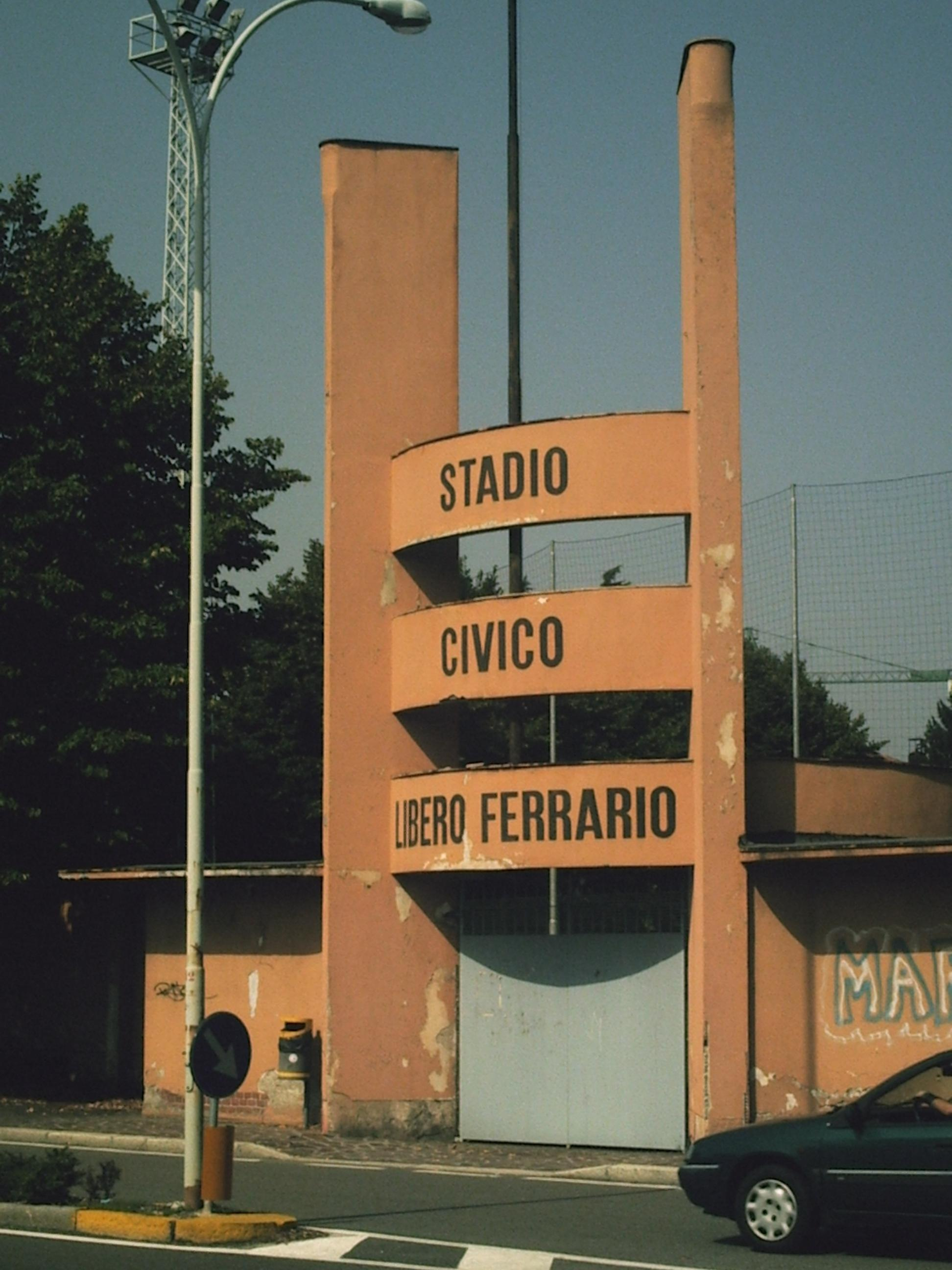
Ingresso principale dello stadio di Parabiago

Grande appassionato di sport vari durante l'infanzia e l'adolescenza, veniva ricordato dai concittadini come un giovane aitante e si narrano alcune imprese semi-leggendarie su di lui come, quando ancora diciassettenne, riuscì a domare a mani nude un bue inferocito che creò panico per le viuzze del paese natio, Parabiago.
Si appassionò successivamente al ciclismo e durante il servizio di leva (1919-1920), vinse a Bari il campionato militare a squadre. Nel 1920 si iscrisse all'Unione Sportiva Legnanese. Le prime vittorie importanti furono due edizioni della Coppa Bernocchi (1922 e 1923).
Il 25 agosto del 1923, partecipò e vinse a Zurigo, su una Gloria, la prova in linea dei Campionati del mondo Dilettanti. L'anno successivo corse a Parigi nuovamente per i Campionati del mondo, classificandosi quarto nella prova in linea su strada, ed in agosto vinse la Tre Valli Varesine.
Morì a causa della tisi nel 1930, all'età di 29 anni non ancora compiuti.
A Parabiago viene ancora ricordato: lo stadio comunale porta il suo nome; nel cimitero sulla sua tomba vi è una scultura bronzea che ritrae il suo busto (rubata da ignoti tra il 4 e 17 aprile 2021); per le vie della città ogni anno si corre una gara Memorial a suo nome (la Targa Libero Ferrario) e vi è un traguardo volante della Coppa Bernocchi a lui intitolato.

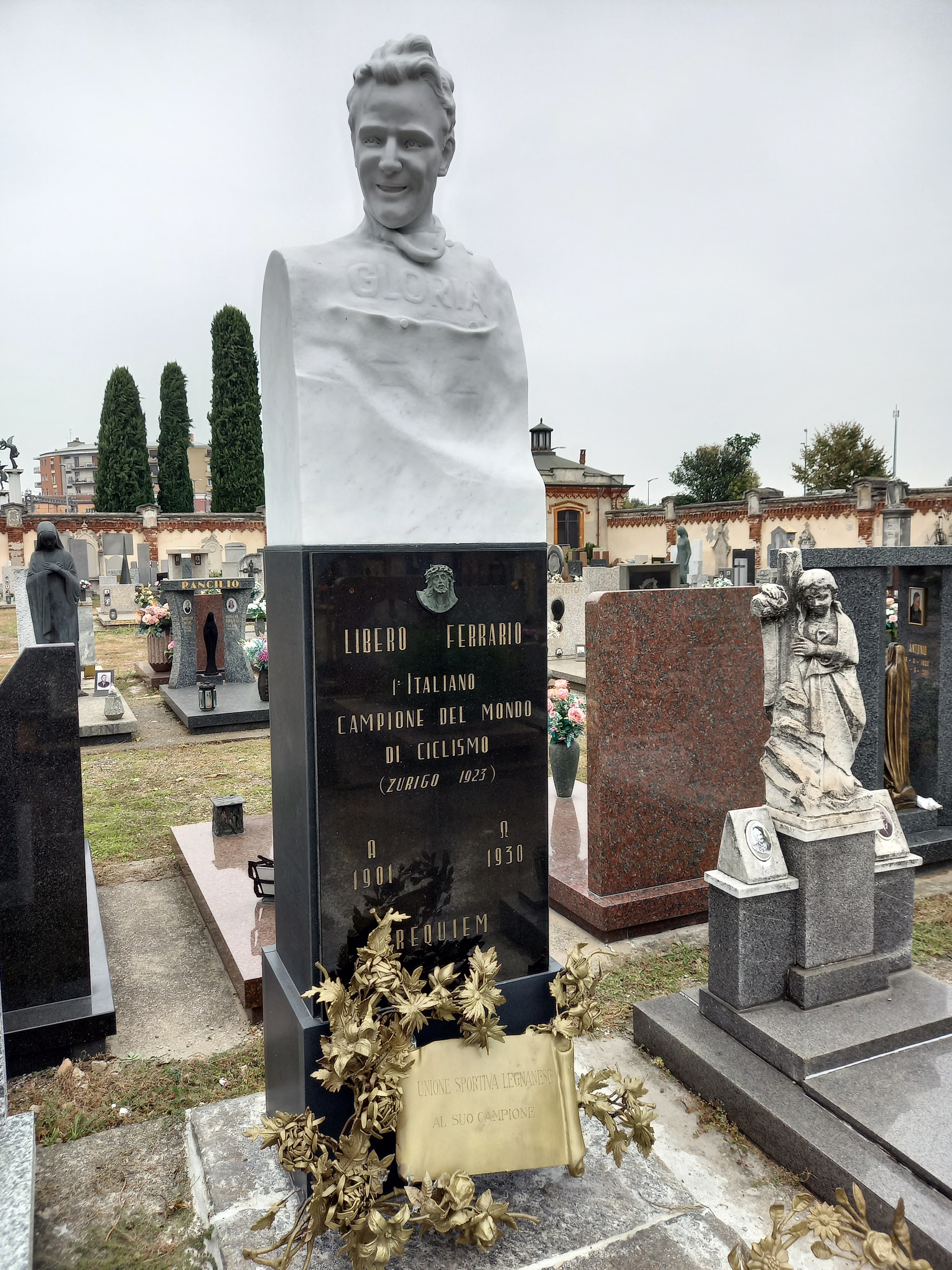
Monumento Funerario presso il Cimitero di Parabiago dedicato a Libero Ferrario

## Palmarès
- 1922

Coppa Bernocchi
- 1923

Coppa Bernocchi
Piccolo Giro di Lombardia
Campionati del mondo, Prova in linea (Zurigo)
Coppa Città di Busto Arsizio
- 1924

Tre Valli Varesine
Coppa del Re

## Piazzamenti

### Competizioni mondiali
- Campionati del mondo

Zurigo 1923 - In linea Dilettanti: vincitore
Parigi 1924 - In linea Dilettanti: 4º